# Hospital Foch
El Hospital Foch (en francés : Hôpital Foch, o simplemente Foch) es un hospital público situado en Suresnes. Fue construido en el siglo XX.
Es un hospital docente de la Universidad de Versailles Saint Quentin en Yvelines.

## Médicos ilustres
Entre los médicos más destacados que han pasado por el hospital es posible citar a :
- Irène Frachon (1963-?), médica neumóloga francesa[3]